# Water Mill
Water Mill és una concentració de població designada pel cens dels Estats Units a l'estat de Nova York. Segons el cens del 2000 tenia 1.724 habitants.

## Demografia
Segons el cens del 2000, Water Mill tenia 1.724 habitants, 722 habitatges, i 475 famílies. La densitat de població era de 60,6 habitants per km².
Dels 722 habitatges en un 24,4% hi vivien nens de menys de 18 anys, en un 57,2% hi vivien parelles casades, en un 5,8% dones solteres, i en un 34,2% no eren unitats familiars. En el 25,9% dels habitatges hi vivien persones soles el 10,9% de les quals corresponia a persones de 65 anys o més que vivien soles. El nombre mitjà de persones vivint en cada habitatge era de 2,38 i el nombre mitjà de persones que vivien en cada família era de 2,85.
Per edats la població es repartia de la següent manera: un 20,1% tenia menys de 18 anys, un 4,6% entre 18 i 24, un 24% entre 25 i 44, un 31,5% de 45 a 60 i un 19,8% 65 anys o més.
L'edat mediana era de 46 anys. Per cada 100 dones de 18 o més anys hi havia 100,7 homes.
La renda mediana per habitatge era de 84.400 $ i la renda mediana per família de 84.272 $. Els homes tenien una renda mediana de 60.357 $ mentre que les dones 39.167 $. La renda per capita de la població era de 59.987 $. Entorn del 4,9% de les famílies i el 8,3% de la població estaven per davall del llindar de pobresa.